# 瑪麗亞·約瑟法 (西班牙)
瑪麗亞·約瑟法（西班牙語：María Josefa Carmela de Borbón，1744年7月6日—1801年12月8日），西班牙國王卡洛斯三世的次女。